# Grupo para o Estudo de Propulsão Reativa

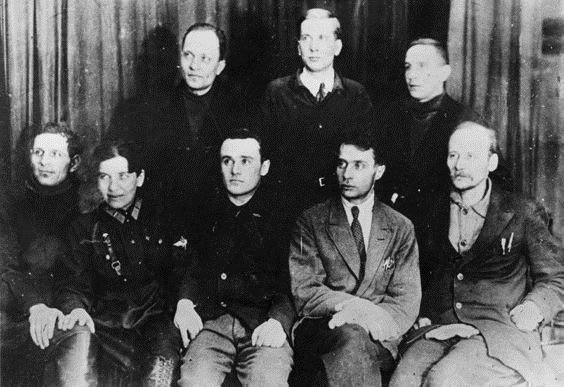
Membros do Grupo para o Estudo de Propulsão Reativa. 1931. Esquerda à direita: de pé estão I.P. Fortikov, Yu A Pobedonostsev, Zabotin; sentados estão: A. Levitsky, Nadezhda Sumarokova, Sergei Koroliov, Boris Cheranovsky, Friedrich Zander

O Grupo para o Estudo de Propulsão Reativa (em russo:  Группа изучения реактивного движения, ou Gruppa izucheniya reaktivnogo dvizheniya, abreviadamente ГИРД, ou GIRD), situado em Moscou, foi um instituto de pesquisa soviético fundado em 1931, para estudar vários aspectos da engenharia aeroespacial.

## Histórico do grupo

### MosGIRD

#### 1931
O GIRD foi criado em 15 de Setembro de 1931, a partir do setor técnico de motores a jato e assuntos aéreos da associação "Osoaviakhim". O grupo era dividido em equipes (ou brigadas), cada uma envolvida em atividades diferentes:
- 1a brigada (motores foguete) - liderada por Friedrich Zander.
- 2a brigada (produtos para os motores foguete) - liderada por Mikhail Tikhonravov.
- 3a brigada (motores a jato) - liderada por Yuri A. Pobedonoscev.
- 4a brigada (aviões) - liderada por Sergei Korolev.

#### 1932
- Em Abril foi estabelecido um local permanente de manufatura para o GIRD, no subsolo do número 19 da Avenida Garden-Spasskaya, no anel rodoviário conhecido como "Anel de Jardins", em Moscou.
- Em 1 de Maio, Sergei Korolev foi nomeado chefe geral do GIRD. Os trabalhos foram acelerados e o motor OR-2 foi criado. Um grupo separado foi criado para o desenvolvimento do motor de foguete 10 e do foguete GIRD-X.

#### 1933
- Em 28 de Março, morre Friedrich Zander.
- Em 31 de Maio, a 2a brigada termina o projeto do foguete GIRD-09, o primeiro foguete a combustível líquido operacional da União Soviética.
- Em 11 de Agosto, a 4a brigada concluiu o desenvolvimento do planador foguete RP-1, baseado no planador Beach-11 e no motor OR-2.

### LenGIRD

#### 1931
- Criado em 13 de Novembro de 1931, o GIRD de Leningrado tinha entre seus criadores e ativistas: Yakov Perelman, Nikolai Rynin e Vladimir Razumov.

#### 1932
- Em 1932, o LenGIRD já possuia mais de 400 membros. Com a importante ajuda dos funcionários do Laboratório de dinâmica de gazes (GDL): Vladimir Artemyev e Boris S. P. Paulo o grupo foi responsável por um grande número de projetos (foguetes, fotografia, meteorologia, etc.). Também nesse ano, o LenGIRD criou cursos de teoria de propulsão a jato.

### GIRD em outras cidades
Seguindo o exemplo de Moscou e Leningrado, movimentos para formar grupos GIRD locais em outras cidades foram levados a cabo. Personagens importantes nessas iniciativas foram: Friedrich Zander, Nikolai Rynin e Vladimir Vetchinkin.

## Histórico de projetos
Friedrich Zander liderou a 1a brigada do GIRD, constituída pela equipe que ele liderava no Institute of Aircraft Engine Construction (IAM). Zander começou a considerar voos interplanetários desde 1907, e foi um dos fundadores da Society for the Study of Interplanetary Communication em 1924.

### OR-1
Zander começou a trabalhar no motor experimental OR-1 em 1929 ainda no IAM, que já no GIRD passou a ser conhecido como Projeto GIRD 01.

### OR-2
Em 1932, o OR-2, também conhecido como Projeto GIRD 02, foi desenvolvido para o planador movido a foguete RP-1 de Korolev

### GIRD-X
Em 1933, Zander iniciou o desenvolvimento de um novo foguete, o GIRD-X e um motor para ele, o motor de foguete 10. O modelo final teria 2,2 m de altura; 14 cm de diâmetro; pesando 30 kg, podendo carregar uma carga útil de 2 kg a uma altitude de 5,5 km.

### GIRD-09
O primeiro lançamento de um foguete soviético foi o do GIRD-09, em 17 de Agosto de 1933, que alcançou a modesta altitude de 400 metros.

### Projeto 05
Mikhail Tikhonravov, que mais tarde supervisionou o projeto do Sputnik I e o Programa Luna, liderou a 2a brigada do GIRD, responsável pelo projeto de foguete designado Projeto 05, num esforço conjunto com o Gas Dynamics Lab (GDL) em Leningrado. O Projeto 05, usava o motor ORM-50 desenvolvido por Valentin Glushko, alimentado por ácido nítrico e querosene e a tubeira sendo resfriada de forma regenerativa. Testado pela primeira vez em 1933, ele nunca chegou a ser concluído, mas serviu de base para outros projetos importantes.

## RNII
Em 16 de Maio de 1932, Mikhail Tukhachevsky preencheu um memorando para que o GIRD e o Laboratório de dinâmica dos gazes (GDL) de Leningrado fossem combinados, resultando no Instituto de pesquisa de motores à reação (Реактивный научно-исследовательский институт, Reaktivnyy nauchno-issledovatel’skiy institut, РНИИ, RNII), fundado em 21 de Setembro de 1933.